# Compiti a casa

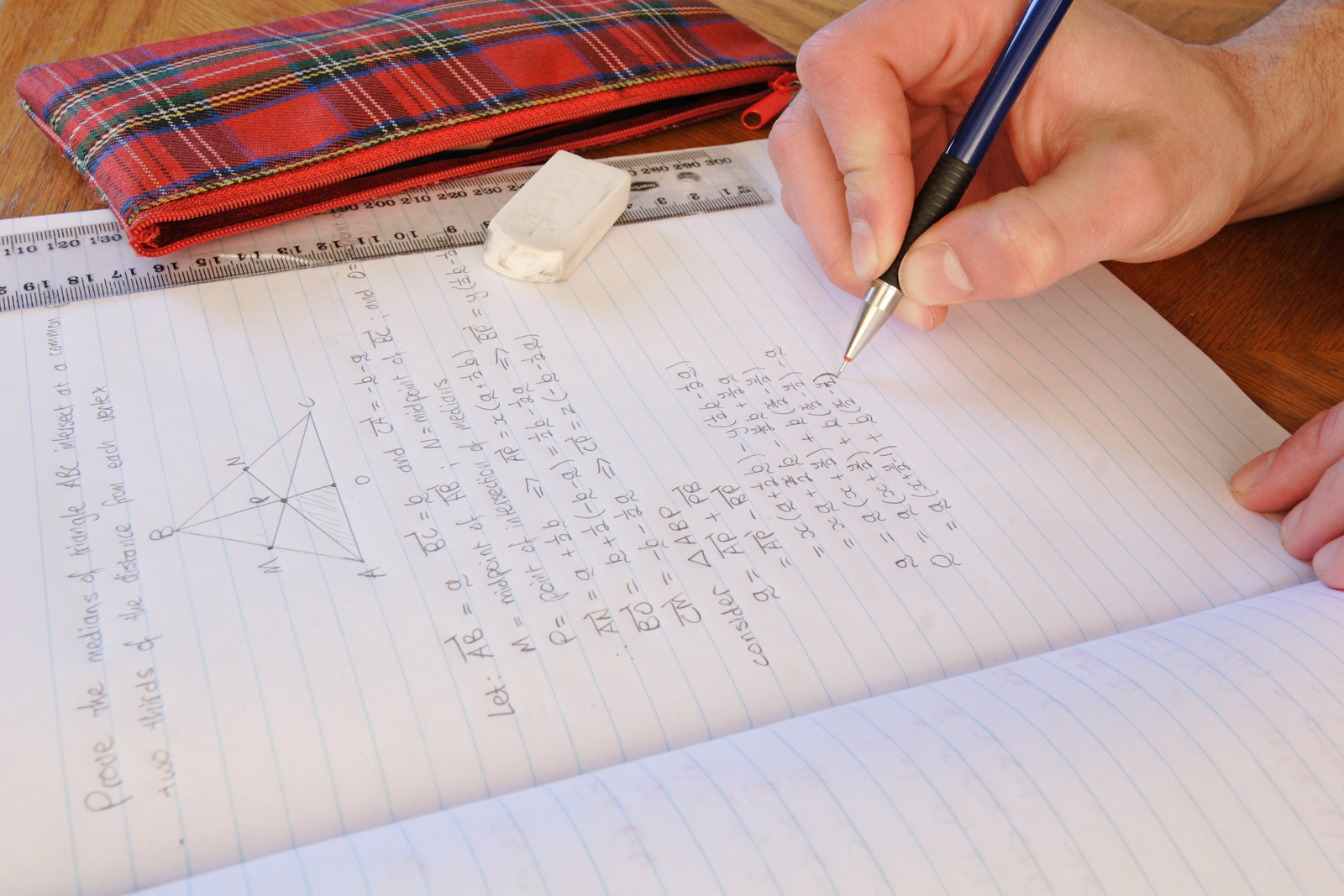
Uno studente che svolge un compito di geometria

I compiti a casa  sono compiti assegnati agli studenti da completare al di fuori della classe. I compiti più comuni possono includere esercizi di lettura, scrittura, matematica, informazioni da ripassare prima di un test o altre attività.
L'efficacia dei compiti a casa è dibattuta. In generale, i compiti a casa non sembrano migliorare il rendimento scolastico dei bambini delle scuole elementari, mentre possono migliorare le capacità accademiche tra gli studenti delle scuole medie e superiori, in particolare di quelli con risultati inferiori. D'altro canto, i compiti creano stress agli studenti e ai loro genitori, e riducono il tempo che gli studenti possono trascorrere all'aperto, a giocare, a praticare sport, a lavorare, a dormire o altro.

## Obiettivi
Gli obiettivi di base dell'assegnazione dei compiti agli studenti sono gli stessi della scuola in generale: aumentare la conoscenza e migliorare le capacità e le abilità degli studenti, prepararli per lezioni imminenti (o complesse o difficili), estendere ciò che sanno facendoli applicare a nuove situazioni, o integrare le loro abilità applicando competenze diverse a un singolo compito. I compiti offrono anche ai genitori l'opportunità di partecipare all'istruzione dei propri figli. I compiti sono generalmente progettati per rafforzare ciò che gli studenti hanno già imparato in classe.
Gli scopi per l'assegnazione dei compiti a casa sono, in sintesi:
- pratica,
- preparazione,
- partecipazione,
- crescita personale,
- relazioni genitore-figlio,
- comunicazioni genitore-insegnante,
- interazioni tra pari,
- punizione.

## Effetti

### Prestazione scolastica

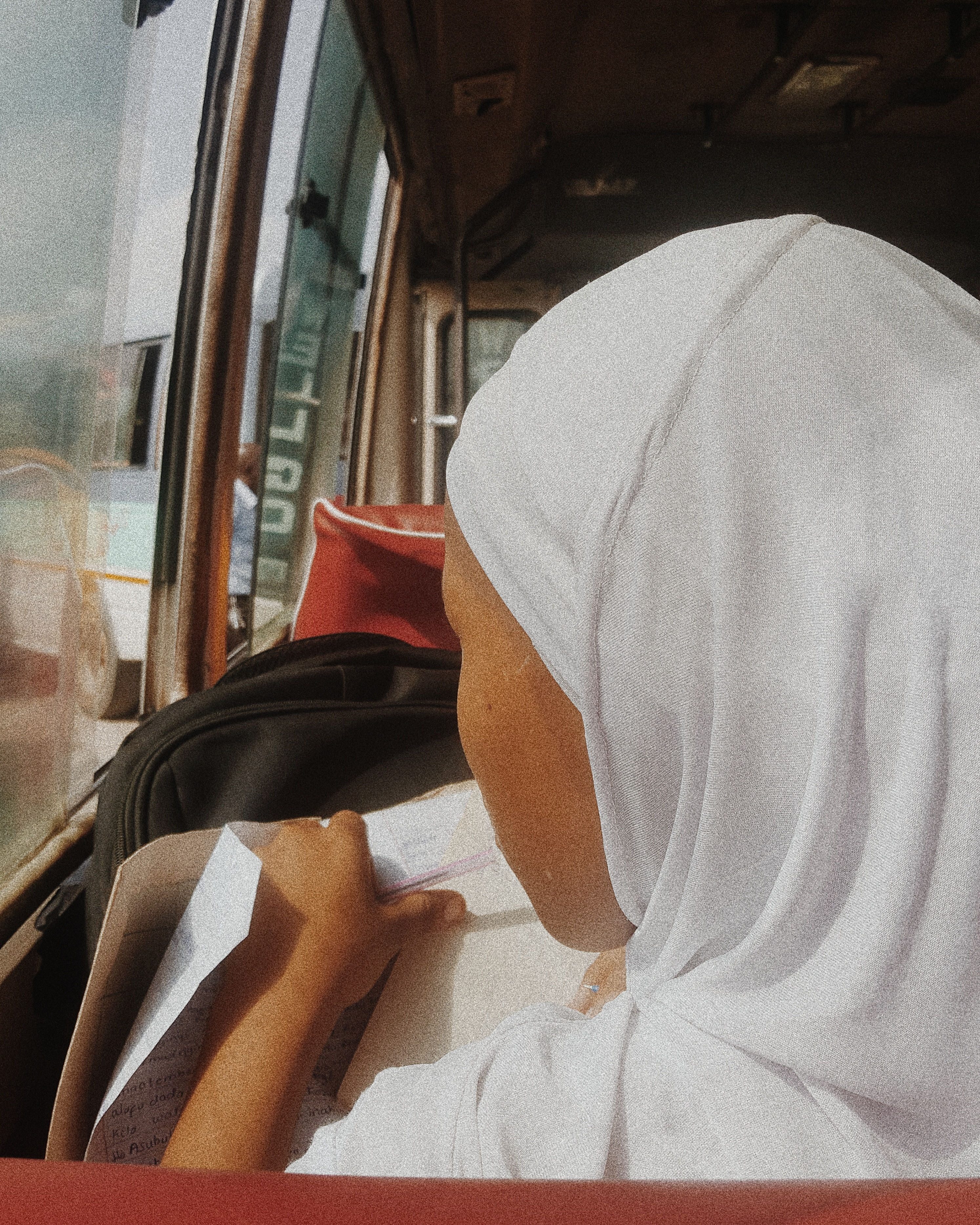
Una studentessa della Tanzania intenta a svolgere i compiti su uno scuolabus

La ricerca sui compiti a casa risale ai primi anni del 1900. Tuttavia, non esiste consenso sulla loro efficacia generale. I risultati degli studi sui compiti a casa variano in base a molteplici fattori, come il gruppo di età dei soggetti studiati e la misura del rendimento scolastico.
Tra gli adolescenti, gli studenti che dedicano più tempo ai compiti generalmente hanno voti più alti e punteggi nei test leggermente più alti rispetto agli studenti che dedicano ad essi meno tempo. Una quantità molto elevata di compiti a casa causa un peggioramento del rendimento scolastico degli studenti, anche tra gli studenti più grandi. Gli studenti a cui vengono assegnati i compiti nelle scuole medie e superiori ottengono un punteggio leggermente migliore nei test standardizzati, ma gli studenti che hanno dai 60 ai 90 minuti di compiti al giorno alle scuole medie o più di due ore alle superiori ottengono risultati peggiori.
Gli studenti delle scuole elementari che dedicano più tempo ai compiti hanno un rendimento scolastico leggermente peggiore, o analogo, rispetto a quelli che dedicano meno tempo ai compiti. Perciò, i compiti non appaiono migliorare i risultati accademici degli studenti delle scuole elementari.
Gli studenti con risultati accademici scarsi traggono maggiori vantaggi dal fare i compiti, rispetto agli studenti con risultati migliori. Tuttavia, gli insegnanti di scuola comunemente assegnano meno compiti a casa agli studenti che ne hanno più bisogno e più compiti a casa agli studenti che stanno ottenendo buoni risultati.
Nei secoli passati, i compiti a casa erano una causa di fallimento accademico: quando la frequenza scolastica era facoltativa, gli studenti abbandonavano completamente la scuola se non erano in grado di tenere il passo con i compiti.

### Abitudine allo studio
I sostenitori dei compiti a casa affermano che assegnare i compiti a bambini piccoli li aiuta ad apprendere buone abitudini di studio. Essenzialmente, sostengono lo svolgimento di compiti potenzialmente non necessari da circa 5 a 10 anni come un metodo per esercitarsi a svolgere i compiti necessari da 10 a 15 anni. Nessuna ricerca è stata mai condotta per determinare se questa affermazione ha qualche fondamento.

### Altre competenze
Epstein (1988) ha trovato una correlazione quasi nulla tra la quantità di compiti a casa e le relazioni dei genitori sul comportamento dei loro studenti delle scuole elementari. Vazsonyi & Pickering (2003) hanno studiato 809 adolescenti nelle scuole superiori americane e hanno scoperto che, utilizzando la Normative Deviance Scale come modello per la devianza, la correlazione era r = 0,28 per gli studenti caucasici e r = 0,24 per gli studenti afroamericani.
Bempechat (2004) afferma che i compiti a casa sviluppano la motivazione e le capacità di studio degli studenti. In uno studio, i genitori e gli insegnanti degli studenti delle scuole medie ritenevano che i compiti a casa migliorassero le capacità di studio degli studenti e le capacità di responsabilità personale I loro studenti avevano però maggiori probabilità di avere percezioni negative sui compiti a casa ed erano meno propensi ad attribuire lo sviluppo di tali abilità ai compiti. Leone & Richards (1989) hanno scoperto che gli studenti generalmente provavano emozioni negative quando completavano i compiti e riducevano il coinvolgimento rispetto ad altre attività.
Alcuni educatori sostengono che i compiti a casa sono utili per gli studenti perché migliorano l'apprendimento, sviluppano le abilità apprese in classe e consentono agli insegnanti di verificare se gli studenti comprendono le loro lezioni. I fautori sostengono anche che i compiti a casa rendono più probabile che gli studenti sviluppino e mantengano adeguate abitudini di studio, che potranno utilizzare durante la loro carriera educativa.

### Effetti sulla salute
I compiti a casa sono stati identificati in numerosi studi e articoli come una fonte significativa di stress e ansia per gli studenti anche se gli studi sul rapporto tra compiti a casa e salute sono pochi rispetto agli studi sul rendimento scolastico.
Cheung e Leung-Ngai (1992) hanno intervistato 1.983 studenti di Hong Kong e hanno scoperto che i compiti a casa non solo portavano a stress e ansia aggiuntivi, ma anche a sintomi fisici, come mal di testa e mal di pancia. Gli studenti del sondaggio che sono stati presi in giro o puniti da coetanei e genitori, hanno avuto una maggiore incidenza di sintomi di depressione, con il 2,2% degli studenti che ha riferito di avere "sempre" pensieri suicidi, e l'ansia è stata esacerbata dalle punizioni e dalle critiche agli studenti da parte degli insegnanti per problemi con i compiti, come ad esempio il dimenticarsi di consegnarli.
Uno studio del 2007 condotto da MetLife sugli studenti americani ha rilevato che l'89% degli studenti si sentiva stressato dai compiti, con il 34% che dichiarava di sentirsi "spesso" o "molto spesso" stressato. Lo stress era particolarmente evidente tra gli studenti delle scuole superiori. Gli studenti che hanno riferito di essere stressati dai compiti avevano maggiori probabilità di avere sintomi come la deprivazione di sonno.
Galloway, Conner & Pope (2013) hanno intervistato 4.317 studenti delle scuole superiori di dieci scuole ad alto rendimento e hanno scoperto che gli studenti hanno riferito di dedicare più di 3 ore ai compiti al giorno. Il 72% degli studenti ha riferito di stress da compiti a casa e l'82% ha riferito sintomi fisici. Gli studenti hanno dormito in media 6 ore e 48 minuti, quantità inferiore alle raccomandazioni prescritte dalle varie agenzie sanitarie.
Uno studio condotto presso l'Università del Michigan nel 2007 ha concluso che la quantità di compiti assegnati è in aumento. In un campione di bambini di età compresa tra 6 e 9 anni, è stato dimostrato che gli studenti dedicano più di 2 ore a settimana ai compiti, contro i 44 minuti del 1981.

### Conflitti familiari
I compiti possono causare tensioni e conflitti sia a casa sia a scuola, e possono ridurre il tempo dedicato alla famiglia e il tempo libero degli studenti. Nel sondaggio di Cheung & Leung-Ngai, il mancato completamento dei compiti e i voti bassi per i quali i compiti erano un fattore determinante, erano correlati con un maggiore conflitto; alcuni studenti hanno riferito che insegnanti e genitori criticavano spesso il loro lavoro. Nello studio MetLife, gli studenti delle scuole superiori hanno riferito di dedicare più tempo a completare i compiti che a svolgere altre attività casalinghe. Kohn (2006) ha sostenuto che i compiti a casa possono creare conflitti familiari e ridurre la qualità della vita degli studenti. Gli autori Sallee & Rigler (2008), entrambi insegnanti di inglese nelle scuole superiori, hanno riferito che i compiti a casa interrompevano le attività e le responsabilità extracurricolari dei loro studenti. Tuttavia, Kiewra et al. (2009) hanno scoperto che i genitori erano meno propensi a indicare i compiti a casa come una distrazione dalle attività e dalle responsabilità dei loro figli. Galloway, Conner & Pope (2013) raccomandano perciò ulteriori studi empirici relativi a questo aspetto, a causa della differenza tra le osservazioni degli studenti e dei genitori.